# Acate
Acate (/aˈka.tɛ/; fino al 1938: Biscari) è un comune italiano di 10 538 abitanti del libero consorzio comunale di Ragusa, in Sicilia.

## Geografia fisica

### Territorio
Acàte si trova sul bordo della piana di Vittoria che si affaccia dalla sponda sinistra del fiume Dirillo a 34 chilometri da Ragusa, a un'altezza di 199 m s.l.m.. È il comune più occidentale della provincia.
La cittadina possiede un impianto urbanistico a vie ortogonali. A 13 km dal paese sorge la frazione marinara Marina di Acate, chiamata dagli abitanti "Macconi" e compresa tra la foce del Dirillo e Scoglitti

### Clima
- Classificazione climatica: zona C, 1006 GG[5].

## Origini del nome
In lingua siciliana il nome di Acate è Vìschiri e gli abitanti sono detti Viscaràni. Fino al 1938 il nome del comune era infatti "Biscari", di origine non ricostruibile, che fu registrato nel 1299 con la concessione come feudo da Carlo II d'Angiò a Gualtiero Pantaleone. Il cambio di nome fu proposto dallo studioso locale Carlo Addario. Il nome odierno si riferisce all'antico nome del vicino fiume Dirillo, denominato dai romani Acates amnis, e dai greci Acathes. Il nome del fiume è legato ai ritrovamenti di pietre d'agata nel suo corso superiore, come testimoniano Plinio il Vecchio e, ancor prima, Teofrasto. L'etimologia di Dirillo potrebbe anche provenire dal toponimo Acrilla che, trasformandosi, lasciò il suo nome alla valle del Dirillo.
Un'altra ipotesi si basa sul fatto che il nome attuale fosse l'antica denominazione di quest'insediamento, provenendo proprio dal personaggio virgiliano dell'Eneide, Acate, che l'autore fa passare da queste parti e si immagina fu sepolto, per l'appunto, nei pressi delle rive del suddetto fiume (ipotesi non sostenibile, giacché il personaggio dell'Eneide non muore in Sicilia, ma è presente con Enea all'arrivo dei Troiani nel Lazio).

## Storia
La storia di Acate affonda le sue radici in età preistorica. Alcuni scavi a Poggio Bidine, nel territorio acatese, hanno portato alla luce una serie di capanne e un'ara funeraria risalenti all'età del Bronzo.
In zona sono stati anche rinvenute tracce di siculi, greci, romani, bizantini, arabi, normanni e aragonesi.
Il casale di Odogrillo rappresentò il primo nucleo abitativo della zona. Di questo casale, di probabile origine saracena, resta oggi solo una muraglia, chiamata u casali, in Contrada Casale. Importanti documenti risalenti al 1278 e al 1283 testimoniano la sua esistenza. Successivamente, Odogrillo entrò a far parte del feudo dei Chiaramonte, con il nome di Biscari, ed entrò a far parte della Contea di Modica. A questo punto iniziò un periodo di declino, probabilmente dovuto alla modesta popolazione e alle insalubri condizioni paludose in cui versava la campagna circostante.
Al declino di Odogrillo corrispose l'ascesa di Casale di Bìscari, che sotto la famiglia dei Castello assume sempre più importanza come centro abitato. Biscari sarebbe stata fondata da Raimondo Castello nel 1478, ma si trattò certamente di una rifondazione, perché il paese esisteva da molto tempo. Sotto i Castello, Biscari visse un periodo di crescita e benessere, dovute a un discreto sviluppo agricolo e demografico, fino ad assumere una certa importanza come centro abitato. Lo storico Fazello lo descrive, intorno al 1555, come un "piccolo centro fortificato".
Secondo lo storico Gianni Morando, Biscari nel 1308 aveva due chiese (S. Biagio e S. Nicola) e nel 1593 era solo un villaggio di 620 persone. Il quartiere più grande era Casi novi con 39 case, seguito da S. Antoni (30 case), Canalicchio (26 case), Castello (25 case), Piazza (15 case), S. Nicola (14 case) e poi Ruga grandi, Bucheria, Mandraza ed altri quartieri minori. Con il disastroso terremoto del 1693, Biscari fu distrutta completamente e risorse nell'attuale sito, poco distante da quello originario.
Nel 1633 Agatino Paternò Castello ottenne per il feudo, uno dei più importanti di Sicilia, il titolo principesco per cui venne fondato il Principato di Biscari.
Intorno al 1824 il borgo divenne libero comune. Nel 1938, su iniziativa di Carlo Addario, uno studioso locale, il nome del comune fu cambiato da Biscari in Acate.
Nel luglio 1943, a seguito dello sbarco in Sicilia, le forze armate statunitensi, dopo la conquista del centro, perpetrarono nel suo territorio il massacro di Biscari a danno di prigionieri di guerra italiani e tedeschi, che furono fucilati sommariamente dopo la loro resa. Fra loro, anche il trentenne Carl Ludwig Long, atleta tedesco, medaglia d'argento nel salto in lungo alle Olimpiadi di Berlino del 1936, alle spalle dell'amico Jesse Owens.

### Simboli
Il gonfalone municipale è un drappo partito di azzurro e di bianco, caricato di un'aquila al naturale, con le ali spiegate, sormontata dalla corona muraria di Comune e circondata da un ramo di alloro e uno di quercia incrociati e legati da un nastro.

## Monumenti e luoghi d'interesse

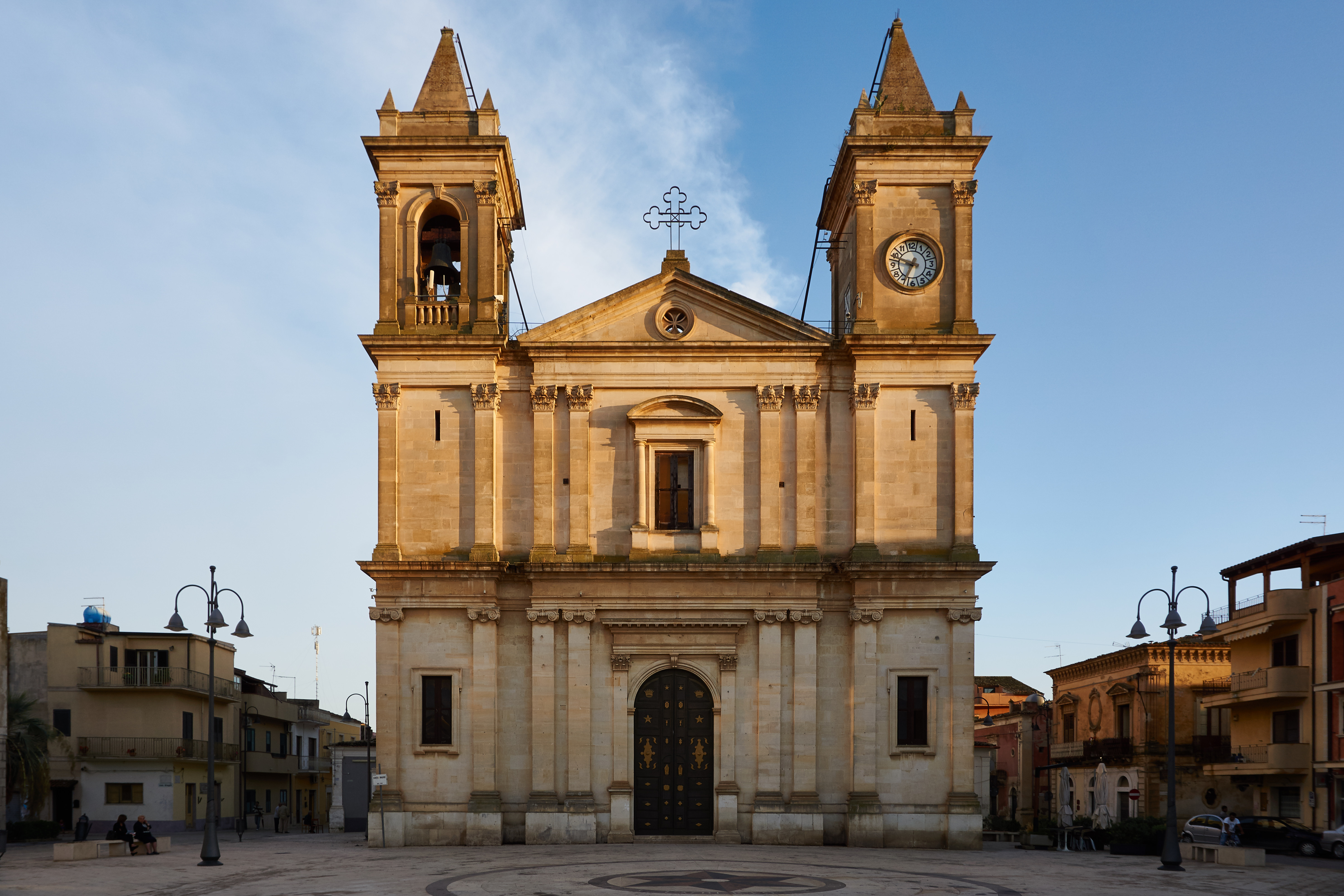
Chiesa madre di San Nicola di Bari.

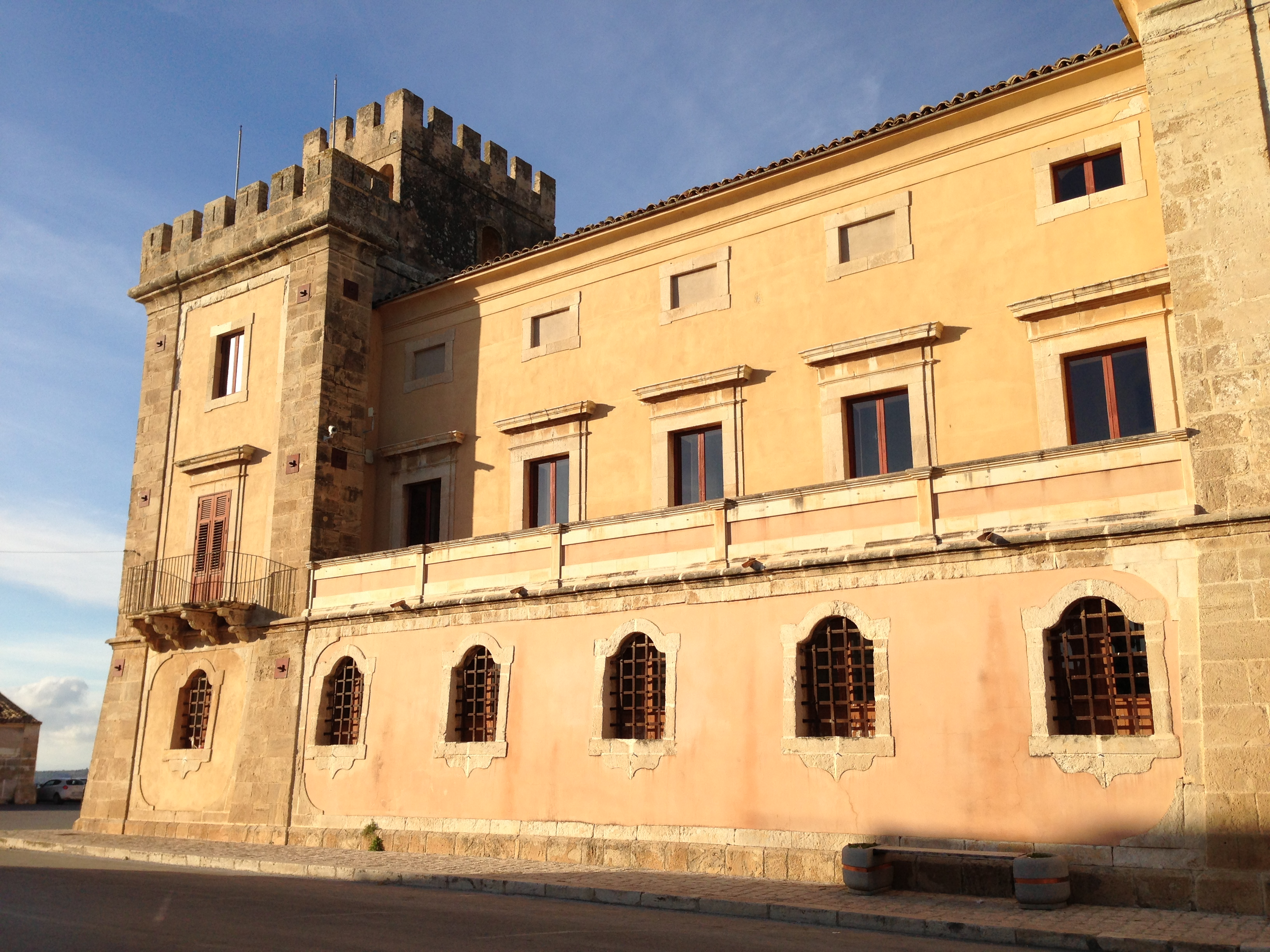
Facciata sinistra del Castello dei Principi di Biscari - Acate.

### Architetture religiose
Chiesa madre di San Nicola di Bari
Fu distrutta e ricostruita in seguito ai due terremoti del 1693 e 1846. Ha solo resti dell'edificio originario, tra cui gli archi della volta del coro, parte dell'abside e del transetto.
Chiesa di San Vincenzo
Annessa al castello, le sue navate sono ricche di stucchi; conserva il corpo santo di san Vincenzo, protettore della città, e un organo di squisita fattura.
Convento dei frati cappuccini

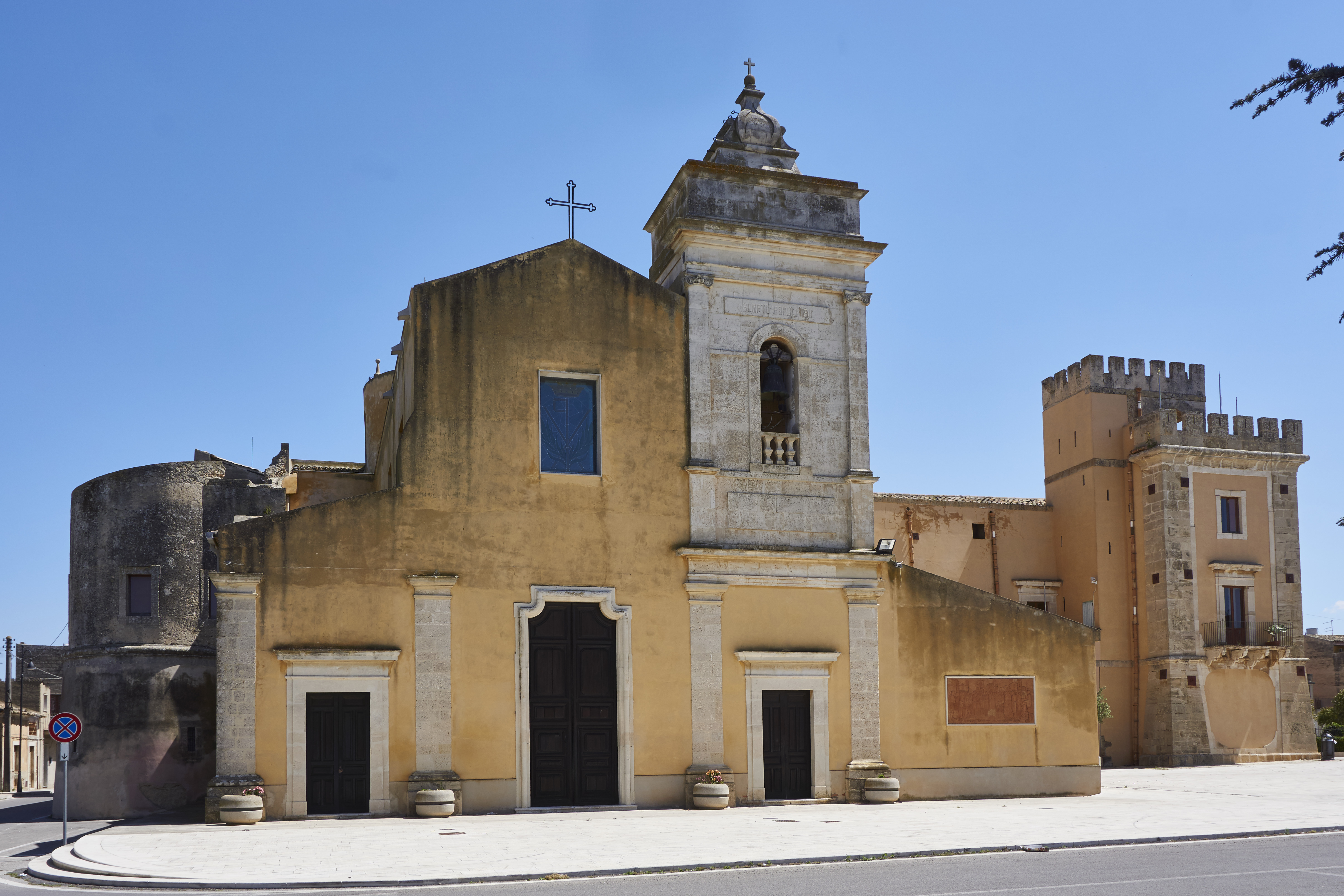
Chiesa di San Vincenzo.

Fu costruito nel 1737 dal principe Vincenzo Paternò, uomo molto religioso. L'opera fu molto apprezzata dai fedeli, ma durò appena cinquant'anni; a causa della soppressione degli enti religiosi il convento fu abbandonato e rimase disabitato fino al 1997, data in cui è stato restaurato e adibito a sede della biblioteca comunale. Al suo interno si trova la chiesa dei frati minori cappuccini.
Istituto delle suore del Sacro Cuore
Inizialmente chiamato "Collegio di Maria" ed eretto sulla chiesa di Sant'Agata, l'istituto andò in rovina a causa del terremoto del 1693. Fu ricostruito e completato nel 1739, sotto il principato di Vincenzo Paternò Castello. L'istituto si prefiggeva l'assistenza, l'educazione e la formazione religiosa, culturale e artigianale (scuola del ricamo) delle fanciulle, figlie dei vassalli. Di recente, l'edificio, che comprende anche un'aggiunta di nuova costruzione, è stato lasciato dalle suore ed è stato ceduto a dei privati: la chiesetta, comunque, continua a essere usata per scopi religiosi.

### Architetture civili
Castello dei principi di Biscari
La costruzione del castello di Acate, voluta da Guglielmo Raimondo Lo Castello, ebbe inizio nel 1494. Il castello sorse sul bordo del lato sud della valle del fiume Dirillo. Ha subito nei successivi tre secoli varie modifiche e ampliamenti, che ne hanno mutato la fisionomia. Il suo prospetto principale oggi si affaccia su piazza Libertà. Nella seconda metà del ventesimo secolo subì l'abbandono quasi totale, ma è stato successivamente acquistato dal comune e restaurato, per cui oggi si presenta in tutto il suo splendore originario.

## Società

### Evoluzione demografica
Abitanti censiti

### Etnie e minoranze straniere
Al 31 dicembre 2023 gli stranieri residenti nel comune di Acate in totale sono 2984, pari al 28,7% della popolazione. Le comunità straniere maggiormente rappresentate sono:
1. Romania, 1415
2. Tunisia, 859
3. Marocco, 209
4. Albania, 92
5. Nigeria, 63

### Lingue e dialetti

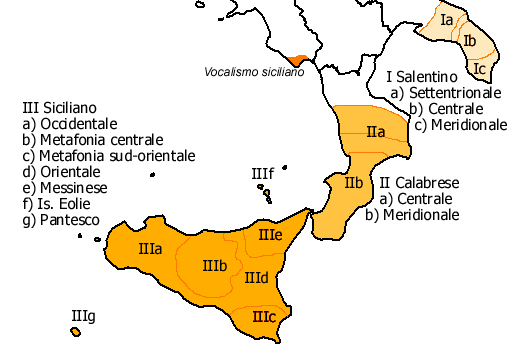
Distribuzione del gruppo siciliano.

Oltre alla lingua ufficiale italiana, ad Acate si parla la lingua siciliana nella sua variante metafonetica sud-orientale. La ricchezza di influenze del siciliano, appartenente alla famiglia delle lingue romanze e classificato nel gruppo meridionale estremo, deriva dalla posizione geografica dell'isola, la cui centralità nel mar Mediterraneo ne ha fatto terra di conquista di numerosi popoli gravitanti nell'area mediterranea.

### Tradizioni e folclore
Festa di San Giuseppe (u Patriarca)
La festa di San Giuseppe (19 marzo), che in Italia coincide la festa del papà, assume particolare importanza ad Acate. Alcune famiglie che sono grate al santo o che sperano nella sua intercessione preparano un "Pranzo Sacro", disposto su un altare ricoperto da lenzuola bianche ricamate. Questo altare è chiamato u patriarca, nome che in dialetto acatese indica anche il santo e la festa stessa a lui dedicata. Ogni Pranzo Sacro viene offerto ad una Sacra Famiglia, impersonata da tre bisognosi del comune.
Festa di San Vincenzo
La festa di San Vincenzo, che dura quattro giorni fino alla terza domenica dopo la festa di Pasqua, continua un'antica tradizione cominciata nel 1722. In passato rivestiva un ruolo centrale nella festa il Palio di San Vincenzo, in siciliano a cursa di San Vicenzu (pronuncia acatese IPA: /aˈkur.saˈɾi.saɱ.mɪˈt͡ʃjɛn.t͡sʊ/), una competizione equestre che si svolgeva in corso Indipendenza. Il palio non si svolge più ad Acate dal 2008 per motivi di ordine pubblico. A completare l'aspetto folcloristico della festa la presenza di sbandieratori, gruppi siciliani e il corteo storico, formato da giovani in abiti del Settecento.

## Geografia antropica

### Frazioni
Al 15º censimento generale della popolazione e delle abitazioni dell'ISTAT (2011), il territorio di Acate risulta così suddiviso:
| Nome              | Tipologia                           | Abitanti | Altitudine | Coordinate                  |
| ----------------- | ----------------------------------- | -------- | ---------- | --------------------------- |
| Acate             | centro abitato / capoluogo comunale | 7 919    | 199        | 37°01′30.95″N 14°29′32.83″E |
| Marina di Acate   | centro abitato                      | 0        | 15         | 36°59′05.54″N 14°21′34.33″E |
| Villaggio Odissea | nucleo abitato                      | 84       | 195        | 37°00′51.68″N 14°29′50.1″E  |
| -                 | Case sparse                         | 1 571    | -          | -                           |
| totale            | 2 centri abitati + 1 nucleo abitato | 9 574    | 0/268      |                             |

## Economia
L'economia è prevalentemente agricola e consiste in gran parte di uliveti, vigneti, agrumeti, prodotti stagionali e prodotti di serricoltura. In particolare, la zona più vicina alla costa ospita serre specializzate in primizie. Il territorio di Acate rientra nei terreni di produzione:
- dell'uva da tavola I.G.P. Uva da tavola di Mazzarrone;
- del vino D.O.C.G. Cerasuolo di Vittoria;
- dell'olio d'oliva D.O.P. Monti Iblei, sottozona Valle dell'Irminio.

## Amministrazione
Di seguito è presentata una tabella relativa alle amministrazioni che si sono succedute in questo comune.
| Periodo          | Periodo          | Primo cittadino              | Partito                       | Carica  | Note   |
| ---------------- | ---------------- | ---------------------------- | ----------------------------- | ------- | ------ |
| 15 dicembre 1986 | 23 luglio 1990   | Francesco Raffo              | Democrazia Cristiana          | Sindaco | [ 17 ] |
| 23 luglio 1990   | 13 novembre 1991 | Francesco Raffo              | Democrazia Cristiana          | Sindaco | [ 17 ] |
| 13 novembre 1991 | 26 novembre 1993 | Giovanni Mario Caruso        | Democrazia Cristiana          | Sindaco | [ 17 ] |
| 15 febbraio 1994 | 25 maggio 1998   | Gaetano Giovanni Masaracchio | -                             | Sindaco | [ 17 ] |
| 1º giugno 1998   | 27 maggio 2003   | Maria Ignazia Battaglia      | L'Ulivo                       | Sindaco | [ 17 ] |
| 30 maggio 2003   | 17 giugno 2008   | Giovanni Mario Caruso        | Casa delle Libertà            | Sindaco | [ 17 ] |
| 17 giugno 2008   | 14 giugno 2013   | Giovanni Mario Caruso        | lista civica                  | Sindaco | [ 17 ] |
| 15 giugno 2013   | 13 giugno 2018   | Francesco Raffo              |                               | Sindaco | [ 17 ] |
| 13 giugno 2018   | 29 maggio 2023   | Giovanni Di Natale           | lista civica                  | Sindaco | [ 17 ] |
| 29 maggio 2023   | in carica        | Gianfranco Fidone            | lista civica di centro-destra | Sindaco | [ 17 ] |

### Gemellaggi
- Chambly